# Delta IV Heavy
Delta IV Heavy (Delta 9250H) je težka nosilna raketa za enkratno uporabo. Delta IV Heavy je največja raketa družine Delta.  Prva testna izstrelitev je bila leta 2004.
Podobna je raketi Delta Medium+ (5,2) le da uporablja dva velika motorja - potisnika CBC Common Booster Core namesto več trdogorivnih motorjev Graphite-Epoxy Motor, ki jih uporablja Delta Medium. Dva stranska CBC se ločijo preden se sredinski CBC loči.
Kapaciteta Delta IV Heavy:
- Nizkozemeljska orbita (NZO) 27.569 kg
- Geosinhrona transferna orbita (GTO) 12.999 kg [4]
- Geosinhrona orbita  6.365 kg

## Karakteristika CBC potisnikov
- Višina:	40,8 metra (134 ft)
- Premer:	5,1 metra (17 ft)
- Masa: 226.400 kilogramov (499.100 lb)
- Motor: 1x RS-68
- Potisk motorja: 3.312,76 kilonewtona (744.740 lbf)
- Čas delovanja: 367 sekund
- Gorivo:	LOX/LH2 (tekoči kisik in tekoči vodik
- Uporaba: kot dodatna potisnika na Delta Heavy IV in prva stopnja (sredinski motor) na isti raketi

Delta IV Heavy lahko vtiri v NZO približno enako težak tovor kot Space Shuttle. Je pa masa ob izstrelitvi približno 733.000 kg, precej manj kot pri Space Shuttlu (2.040.000 kg).